# Nucléoside diphosphate kinase
Une nucléoside diphosphate kinase (NDK, aussi NDPK) est une phosphotransférase qui catalyse la réaction :
ATP + nucléoside diphosphate  {\displaystyle \rightleftharpoons }  ADP + nucléoside triphosphate.
Ces enzymes catalysent l'échange d'un groupe phosphate entre différents nucléosides diphosphates. Comme le cycle de Krebs ne produit que de l'ATP, la nucléotide diphosphate kinase permet de maintenir un équilibre entre les concentrations des différents nucléosides triphosphates.

## Fonction
La fonction globale de la nucléoside diphosphate kinase est le transfert d'un groupe phosphate depuis un nucléoside triphosphate vers un nucléoside diphosphate.  À partir de l'adénosine triphosphate (ATP) et de la guanosine diphosphate (GDP), l'action de la NDPK donne de l'adénosine diphosphate (ADP) et de la guanosine triphosphate (GTP).
ATP + GDP → ADP + GTP.
Derrière cette réaction apparemment simple, se cache un mécanisme à plusieurs étapes. Les étapes clés sont les suivantes :
- NDPK fixe un nucléoside triphosphate (NTP) dans son site actif ;
- NDPK est phosphorylée sur son histidine catalytique, donnant un nucléoside diphosphate fixé (NDP) ;
- NDPK relargue le nucléoside diphosphate ;
- NDPK fixe un autre nucléoside diphosphate dans son site actif ;
- NDPK transfère le phosphate de l'histidine catalytique phosphorylée vers le nucléoside diphosphate, formant un nucléoside triphosphate ;
- NDPK relargue le nucléoside triphosphate.

Chaque étape est une partie d'un processus réversible : 
NDPK + NTP  {\displaystyle \rightleftharpoons }  NDPK~NTP  {\displaystyle \rightleftharpoons }  NDPK-P~NDP  {\displaystyle \rightleftharpoons }  NDPK-P + NDP.
Pour le transfert d'un phosphate de l'ATP vers le GDP, la réaction sera :
NDPK + ATP → NDPK~ATP → NDPK-P~ADP → NDPK-P + ADP →
NDPK-P + GDP → NDPK-P~GDP → NDPK~GTP → NDPK + GTP.
Il permet l'activation de la protéine G.
Finalement, ils interviennent dans différents processus biologiques, différenciation cellulaire, dissémination des métastases, fonction ciliaire...

## Procaryotes
Chez les procaryotes, la NDPK forme un homotétramère fonctionnel (E. coli, M. xanthus).

## Eucaryotes
Il existe dix isoformes de NDPK chez l'homme : de NDPK-A (nm23-H1) jusqu'à la NDPK-J(nm23-H10). Les deux NDPKs les plus abondantes (A et B) possèdent des structures très semblables, et peuvent se combiner en toutes proportions pour former des hétéro-hexamères fonctionnels.
En plus du transfert du phosphate gamma, d'autres fonctions lui ont été décrites. Actuellement la plus étudiée est celle de suppresseur de métastases.